# Bastian Müller (Fußballspieler)
Bastian Müller (* 31. Juli 1991 in Bielefeld) ist ein deutscher Fußballspieler.

## Karriere
Müller begann in der Jugend von Arminia Bielefeld mit dem Fußballspielen. In den nächsten Jahren spielte er für weitere westfälische Vereine wie den SC Paderborn 07 und den SC Verl, zu dem er im Sommer 2009 wechselte. In Verl stieg er zur Saison 2010/11 in die in der Regionalliga West spielenden erste Mannschaft auf.
Im Spiel gegen die zweite Mannschaft seines Ex-Vereins Arminia Bielefeld debütierte Müller am 6. August 2010 in der Regionalliga. Kurz darauf spielte er von Beginn an bei der 1:2-Niederlage gegen den TSV 1860 München in der 1. Runde des DFB-Pokals. Seinen ersten Treffer für Verl erzielte er am 25. September 2010 beim 3:1-Sieg gegen Bayer 04 Leverkusen II. Sofort wurde er zum Stammspieler und zog damit das Interesse anderer Vereine auf sich. Müller gilt als beidfüßiger defensiver Mittelfeldspieler.
Nachdem er im Herbst 2010 bereits ein Probetraining beim FC Bayern München absolviert hatte, wechselte Müller in der Winterpause der Saison 2010/11 zum Drittligisten FC Bayern München II. Sein erstes Spiel in einer Profiliga bestritt er am 22. Januar 2011 (20. Spieltag) bei der 0:2-Niederlage bei Wacker Burghausen und stieg am Saisonende nach sieben Ligaeinsätzen mit der Mannschaft in die Regionalliga Süd ab.
Im Juli 2011 nahm Bastian Müller am Trainingslager der ersten Mannschaft des FC Bayern zur Vorbereitung auf die kommende Bundesligasaison teil.
Zur Saison 2012/13 wechselte Müller zu Fortuna Düsseldorf; er unterschrieb einen bis 30. Juni 2014 gültigen Vertrag. Nach Ablauf seines Vertrages wechselte er zu Alemannia Aachen.
Gemeinsam mit Frederic Löhe und Peter Hackenberg, wurde Bastian Müller im Dezember 2015 suspendiert und freigestellt. Sie durften am Training der 2. Mannschaft teilnehmen, spielten jedoch im Kader von Alemannia Aachen keine Rolle mehr. Am 25. Juni 2016 wurde sein Wechsel in die Regionalliga Südwest zum SV Waldhof Mannheim bekannt.
Ein Jahr später erfolgte dann der Wechsel zu seinem ehemaligen Verein SC Verl in die Regionalliga West. Im August 2019 wechselte er innerhalb der Regionalliga West zu Rot-Weiß Oberhausen. Im Sommer 2021 wurde sein Vertrag auf eigenen Wunsch aufgelöst, weil er eine berufliche Neuorientierung anstrebte.
Nachdem Müller ein Jahr pausierte, schloss er sich im Sommer 2022 dem Wuppertaler SV an. Zur Saison 2023/24 wechselt er wieder zum Ligakonkurrenten Alemannia Aachen.

## Erfolge
Alemannia Aachen
- Meister der Regionalliga West: 2024
- Mittelrheinpokal-Sieger: 2024